# Meccano
Meccano na verdade, é uma marca inglesa, do início do século XX, que ficou mais intimamente associada, a um "sistema de construção" em forma de "brinquedo educativo" que permitia a construção de mecanismos em miniatura.
A marca Meccano foi usada também como nome da empresa que fabricava o brinquedo originalmente, a Meccano Ltd. Com isso, o termo "Meccano" pode identificar uma simples marca, um brinquedo ou uma empresa.

## Histórico

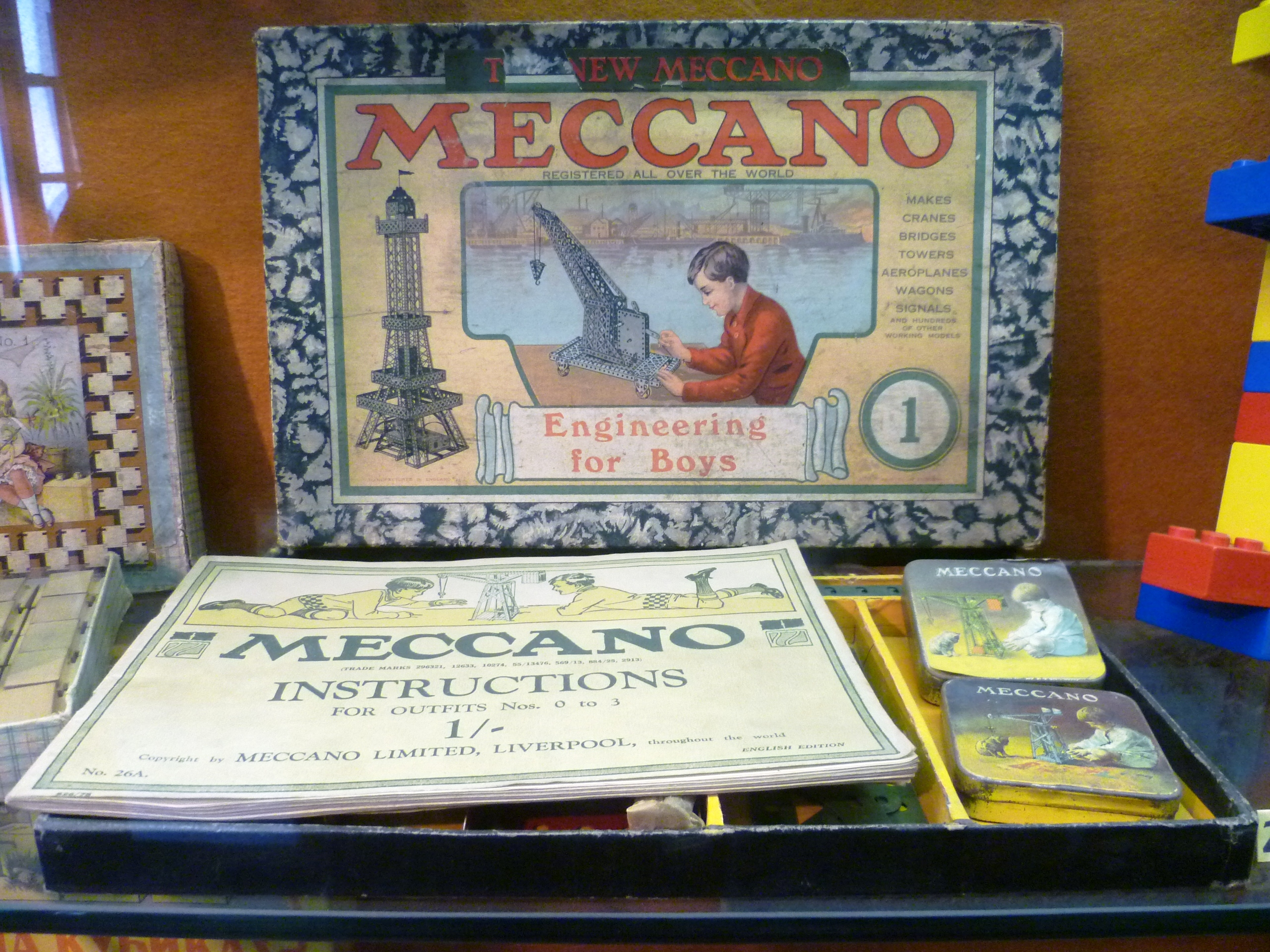
Um kit Meccano como era comercializado

O conceito foi concebido pelo inglês Frank Hornby, entre os anos de 1898 e 1901, ano em que foi patenteado com o nome de "Mechanics Made Easy".
A marca Meccano, foi registrada em setembro de 1907. Os produtos da marca, inicialmente, eram fabricados na Inglaterra, pela Meccano Ltd.
Daí por diante, a marca mudou de mãos várias vezes ao longo das décadas, e começou a expandir suas atividades na França:
- Em 1921, é inaugurada a primeira fábrica em Belleville, Paris;
- Em 1951, todas as operações da Meccano na França são reagrupadas em Bobigny;
- Em 1959, uma nova fábrica foi construída em Calais, Norte da França, e ainda hoje é a maior fábrica da Meccano.

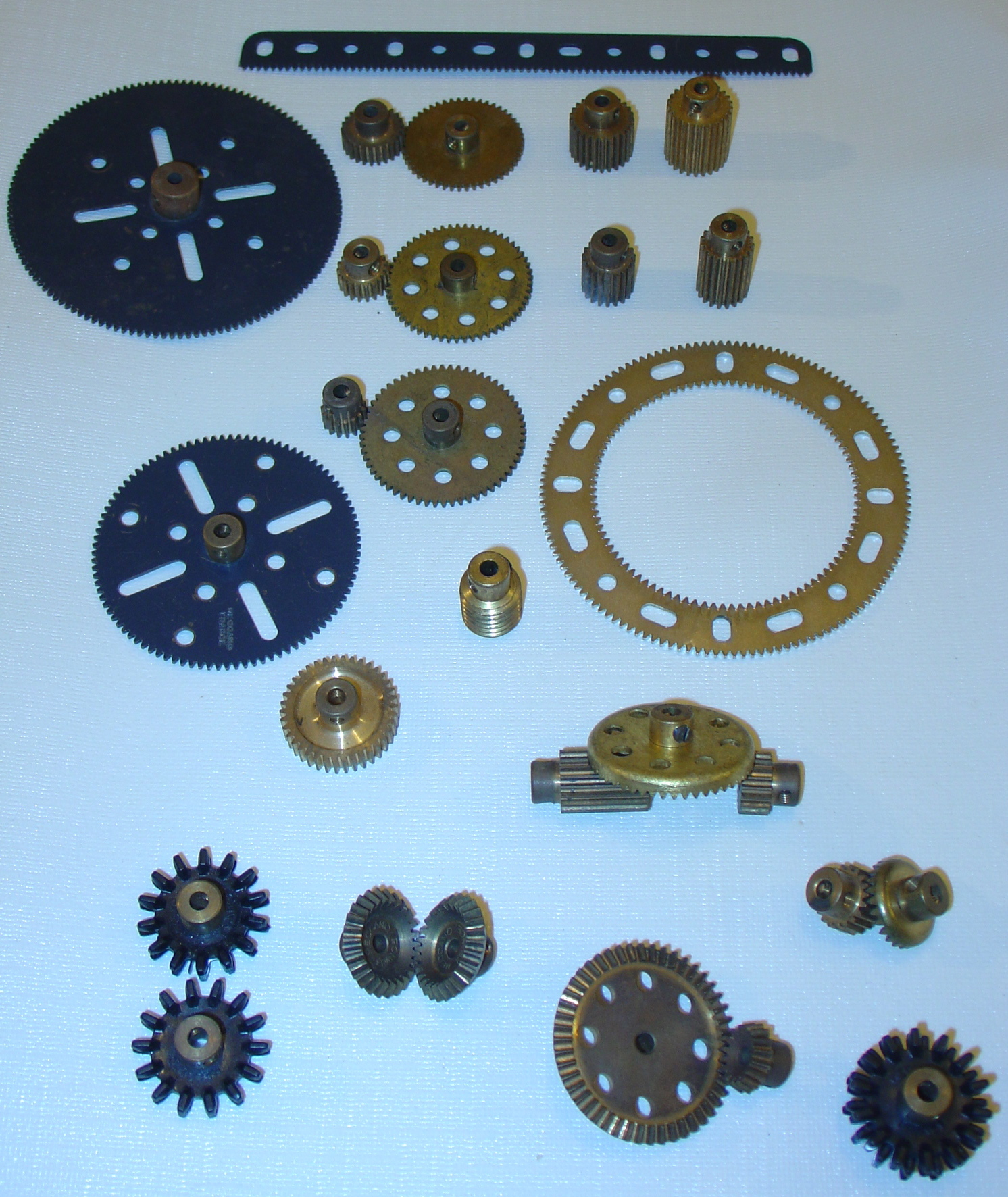
Algumas partes e engrenagens
de um kit Meccano

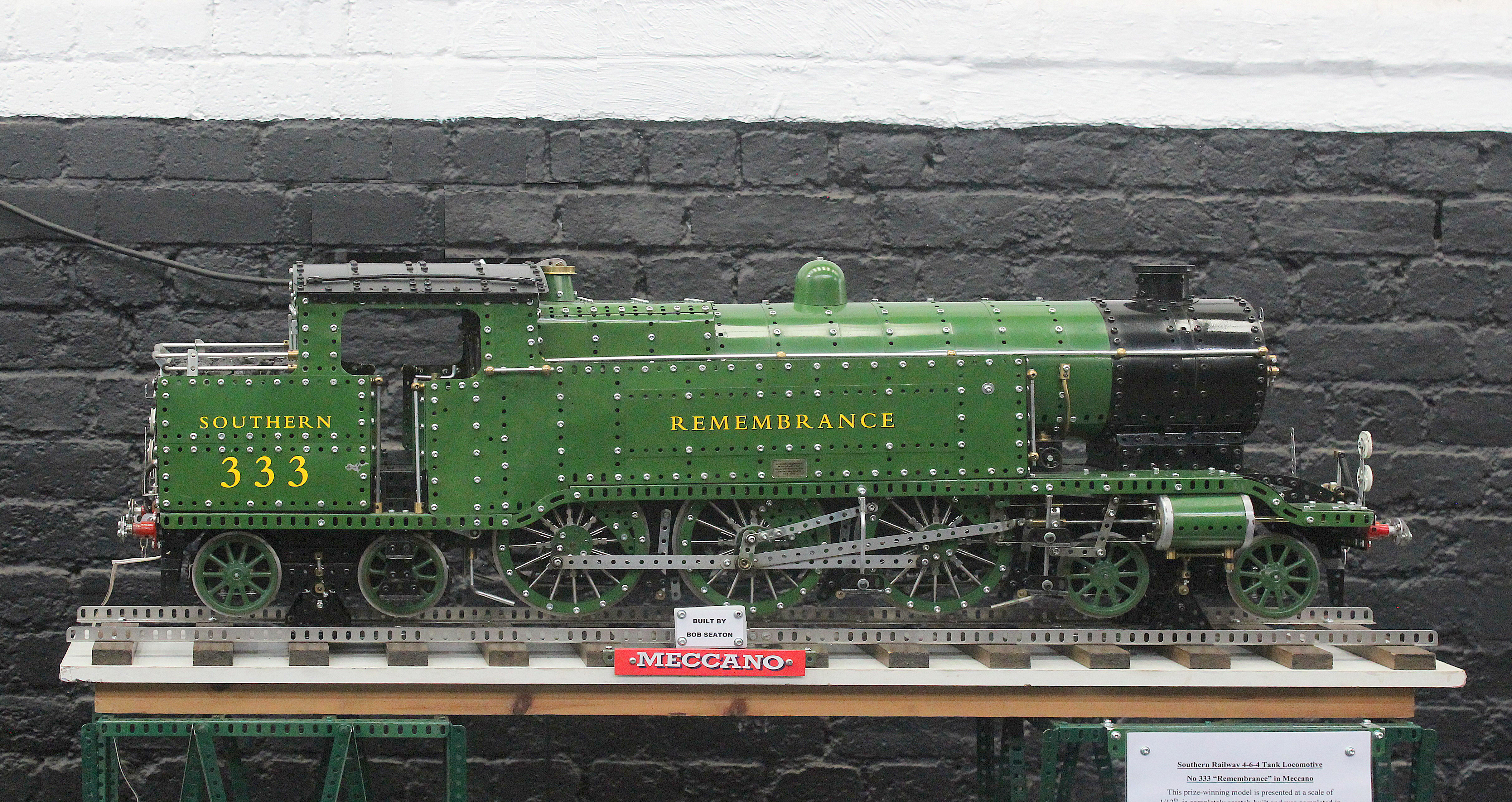
Modelo de uma locomotiva a vapor construída por um entusiasta em 2013. A via férrea tem 120 cm de comprimento

Depois de mais algumas mudanças de mãos durante a década de 1960, as atividades da Meccano entram em colapso e a Meccano Ltd entra em concordata voluntária em 1970. No ano seguinte, o lado britânico da Meccano foi vendido para a Airfix, enquanto o lado francês, é vendido para o grupo General Mills. Durante a década de 1970 os negócios da Meccano vão sendo desmantelados. Em 30 de novembro de 1979, a famosa fábrica de Liverpool fecha as portas definitivamente, e é a filial francesa, a única que continua a fabricar os kits Meccano.
Nas décadas de 1980 e 1990, a Meccano France reestruturou toda a linha de produtos, separando-a em dois grupos: de plástico para crianças acima de 4 anos; e de metal para crianças acima de 8 anos e adultos. Em 2000 a Meccano francesa foi adquirida pelo grupo japonês Nikko R/C. A Meccano foi restruturada por Alain Ingberg e passou a ter a participação do grupo de investimentos 21 Capital Partners de Alessandro Benetton. Nesse mesmo ano, a Meccano comprou a marca Erector que era usada para vender seus produtos nos Estados Unidos desde 1913, unificando sua presença em todos os continentes. Até os dias de hoje, os produtos Meccano são vendidos sob a marca Erector nos Estados Unidos.
Em 2005, a fábrica de Calais, foi totalmente reformulada, sendo modernizada, automatizada, e submetida a um plano social reduzindo sua força de trabalho de 230 para 80 funcionários.
Em 2007 os japoneses saíram do negócio e a Meccano foi dividida em partes iguais entre Alain Ingberg e o grupo 21 Capital Partners. Nessa época a Mecano já tinha filiais na Espanha e na Grã-Bretanha.
Em 2010, a fábrica em Calais continuava sendo o principal local de produção da Meccano, trazendo de volta parte da produção que havia sido remanejada para a China.

## Funcionamento
O sistema, que era vendido como um "kit de construção", consistia num conjunto de peças de metal e plástico reutilizáveis, que incluíam placas de metal, rodas, parafusos, porcas, entre outras coisas. Quem compra um kit Meccano pode, então, construir os modelos especificados pelo próprio kit ou, em conjunto com peças de outros kits, criar seus próprios modelos.
O Meccano pode ser considerado um brinquedo, no entanto, ele é um sistema complexo o suficiente para também ser utilizado na criação de protótipos em projetos de engenharia.